# 圣奥斯瓦尔德-里德尔许特
圣奥斯瓦尔德-里德尔许特是德国巴伐利亚州的一个市镇。总面积40.31平方公里，总人口3014人，其中男性1438人，女性1576人（2011年12月31日），人口密度75人/平方公里。